# Dänische Badminton-Mannschaftsmeisterschaft 2017/18
In der Dänischen Badminton-Mannschaftsmeisterschaft 2017/18 siegte im Finale Skovshoved IF.

## Vorrunde
| Platz | Team                   | Spiele | Siege | Score | Sätze | Punkte |
| ----- | ---------------------- | ------ | ----- | ----- | ----- | ------ |
| 1     | Skovshoved IF          | 9      | 9     | 46-8  | 98-26 | 27     |
| 2     | Solrød Strand BK       | 9      | 7     | 35-20 | 78-53 | 20     |
| 3     | Vendsyssel BK          | 9      | 6     | 33-24 | 71-59 | 17     |
| 4     | Aarhus AB              | 9      | 5     | 29-25 | 68-63 | 15     |
| 5     | Team Skælskør-Slagelse | 9      | 5     | 26-30 | 63-68 | 15     |
| 6     | Greve Strands BK       | 9      | 3     | 26-30 | 60-67 | 11     |
| 7     | Gentofte BK            | 9      | 4     | 23-33 | 52-75 | 10     |
| 8     | Højbjerg BK            | 9      | 3     | 23-31 | 57-70 | 9      |
| 9     | Odense BK              | 9      | 2     | 20-36 | 47-78 | 8      |
| 10    | Værløse BK             | 9      | 1     | 16-40 | 49-84 | 3      |

## Spiel um Platz 3
Vendsyssel BK - Højbjerg BK 5:1

## Finale
Skovshoved IF - Team Skælskør-Slagelse 4:0